# 売ったれダイキチ!
『売ったれダイキチ！』（うったれダイキチ）は原作若桑一人、作画武村勇治による日本の漫画。『週刊少年サンデー』（小学館）にて2003年22･23合併号から2004年8号まで連載された。単行本は全4巻。天下一の商売人になることが夢だが、知識はゼロの中学生・嵯峨野大吉が、年齢800歳の猫であるネコ先生との出会いを通じて商才に目覚めていく過程を描いた商売サクセスストーリー。作中ではさまざまな商売知識が紹介される。なお2002年に両作者により短期集中連載された『ダイキチの天下一商店』では主人公の大吉は青年（高校生くらい）として描かれていた。

## あらすじ
天下一の商売人を目指す少年ダイキチは、商店街に客を集めようと奮闘するが、気合が空回りしていつも客を逃す疫病神として恐れられていた。そんなときに、年齢800歳にして自称商売の神様の猫、ネコ先生が現れる。ダイキチはネコ先生に弟子入りし、徐々に商才を開花させていく。序盤は商店街活性化計画、文化祭バトル、老舗の温泉旅館復活計画など、人助けを主体とした内容だったが、後半はダイキチが、松筑翁の遺産30兆円を争う「松筑プロジェクト」に参加するという破天荒な展開をした。

## 主な登場人物
嵯峨野大吉（さがの だいきち）
通称ダイキチ。とても元気な中学3年生。天下一の商売人を目指しているが、知識はない。関西弁で喋る。ネコ先生に弟子入りし、商才を序所に発揮していく。相手が何を欲しているかを見抜く「千両眼」の持ち主。父親は屋台タコ焼き屋で、一流の商売人を目指して、消息を絶っている。
ネコ先生
800歳の猫で、商売の神様。ダイキチとだけ会話ができる。ダイキチの商売人としての才能を見抜き、ダイキチを一流の商売人にすることで、桃源郷を築こうと目論んでいる。
小倉あずき（おぐら あずき）
中学3年生。ダイキチとは幼馴染の女の子。祖母の営む駄菓子屋には、幼い頃からダイキチとともに、入り浸っていた。ダイキチのことが好き。
三条真（さんじょう まこと）
中学3年生。ダイキチとは幼い頃から一緒に商売人になろうと約束した仲。知的な少年で、ダイキチたちといつも行動を共にしている。
沢井琴美（さわい ことみ）
中学3年生。あずきの友人。文化祭編でダイキチたちとチームを組む。明るい性格。
来園寺公彦（らいおんじ きみひこ）
ダイキチの同級生。嫌味な少年。金持ちの息子で商売に長けている。文化祭編で、最優秀模擬店に贈られるMVSをめぐりダイキチチームと争う。さまざまな妨害工作を行うが、敗れる。猫嫌い。
大宮瞳子（おおみや とうこ）
商売バトル「松筑プロジェクト」編に登場。気が強い女の子。15歳にして「トーコカンパニー」社長。ダイキチと大会参加を賭けて勝負する。大会ではダイキチとチームを組む。ダイキチのことが好き。
藤原隼人（ふじわら はやと）
商売バトル編で登場。通称「闇布袋」。暴力団の金庫番。松筑プロジェクトに参加する為、仮釈放された。ダイキチを上手く利用して予選を通過する。最終的にはダイキチ、瞳子とチームを組む。
八神桜（やがみ さくら）
謎の女性。温泉旅館で偶然出会ったダイキチの商才を見抜き、松筑翁の遺産30兆円を争う「松筑プロジェクト」に招待する。通称ミス桜。

## 書誌情報
- 若桑一人（原作）・武村勇治（作画）『売ったれダイキチ！』小学館〈少年サンデーコミックス〉全4巻
  1. 2003年9月18日発売[1]、ISBN 4-09-126681-9
  2. 2003年11月18日発売[2]、ISBN 4-09-126682-7
  3. 2004年1月17日発売[3]、ISBN 4-09-126683-5
  4. 2004年3月18日発売[4]、ISBN 4-09-126684-3